# داویت خانجیان
داویت هاکوبی خانجیان (ارمنی: Դավիթ Հակոբի Խանջյան; ۳۰ ژوئیهٔ ۱۹۴۰ – ۱۴ مارس ۱۹۸۱) رهبر ارکستر، و نوازنده پیانو اهل ارمنستان بود.

## زندگی‌نامه
خانجیان از والدینی به نام‌های هاکوب خانجیان و تاتویک سازانداریان در ۳۰ ژوئیهٔ ۱۹۴۰ در ایروان به دنیا آمد. دپارتمان پیانو کنسرواتوار دولتی کومیتاس ایروان به پایان رسانید و سپس دپارتمان رهبر ارکستری همان کنسرواتور ثبت نام نمود. سپس وی در دانشگاه موسیقی و هنرهای نمایشی وین زیر نظر هانس سواروفسکی تحصیل نمود. از سال ۱۹۷۴ تا ۱۹۸۱ وی به عنوان رهبر هنری و رهبر اصلی ارکستر فیلارمونیک ارمنستان به فعالیت پرداخت. وی در ۱۴ مارس ۱۹۸۱ در ایروان در سن ۴۰ سالگی درگذشت.